# پردانا پوترا
پردانا پوترا (به انگلیسی: Perdana Putra) یک ساختمان در پوتراجایا، مالزی است که مجموعه خدمات اداری نخست‌وزیر مالزی را در خود جای داده است. پردانا پوترا که بر فراز تپه اصلی پوتراجایا واقع شده است، مترادف با قوه مجریه دولت فدرال مالزی است.

## تاریخچه
ساخت این مجموعه در سال ۱۹۹۷ شروع شد و در اوائل ۱۹۹۷ به پایان رسید. بعد از تکمیل ساخت، در ماه آوریل ۱۹۹۹ بخش‌های دپارتمان نخست‌وزیری از کوالالامپور به اینجا منتقل شد. ساختمان سابق مجموعه اداری نخست‌وزیری در جالان (خیابان) داتان اون، کوالالامپور قرار داشت که اینک به موزه تبدیل شده است. این موزه که مموریال نگاراوان (Memorial Negarawa) نام دارد، مرتبط با بزرگداشت استقلال مالایا، ساراواک و صباح است.

## معماری

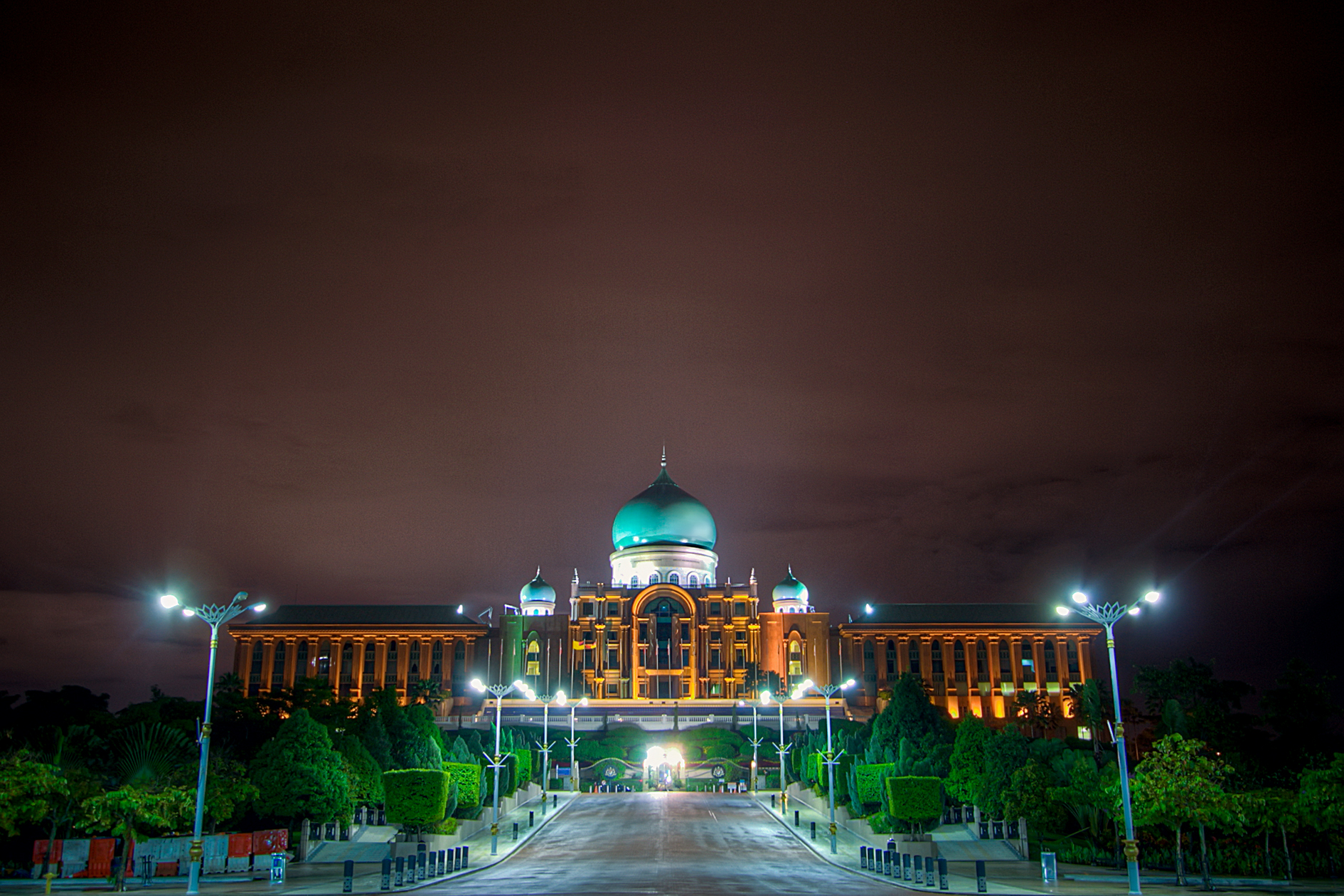
نمای پردانا پوترا در شب

طراحی این ساختمان متاثر از فرهنگ‌های مالایی، اسلامی و اروپایی همچون معماری پالادیان و نوکلاسیسیسم است.

## محوطه درون ساختمان
در محوطه داخلی ساختمان پردانا پوترا، چندین اتاق و سالن اصلی وجود دارد. 
- دفتر نخست‌وزیر
- دفتر معاون نخست‌وزیر
- سالن جلسه بزرگ
- سالن جلسه کوچک
- منظرگاه
- اتاق هیئت همراه
- اتاق وی‌آی‌پی (VIP)
- تالار پذیرایی وی‌آی‌پی (VIP)
- دفتر بخش امنیت ملی
- دفتر شورای اقدام اقتصاد ملی